# فامووکی کرولوسکیه
فامووکی کرولوسکیه (به لهستانی:  Famułki Królewskie) یک روستا در لهستان است که در گمینا بروخوو واقع شده‌است.
 فامووکی کرولوسکیه  ۱۴۰ نفر جمعیت دارد.